# 月星集团

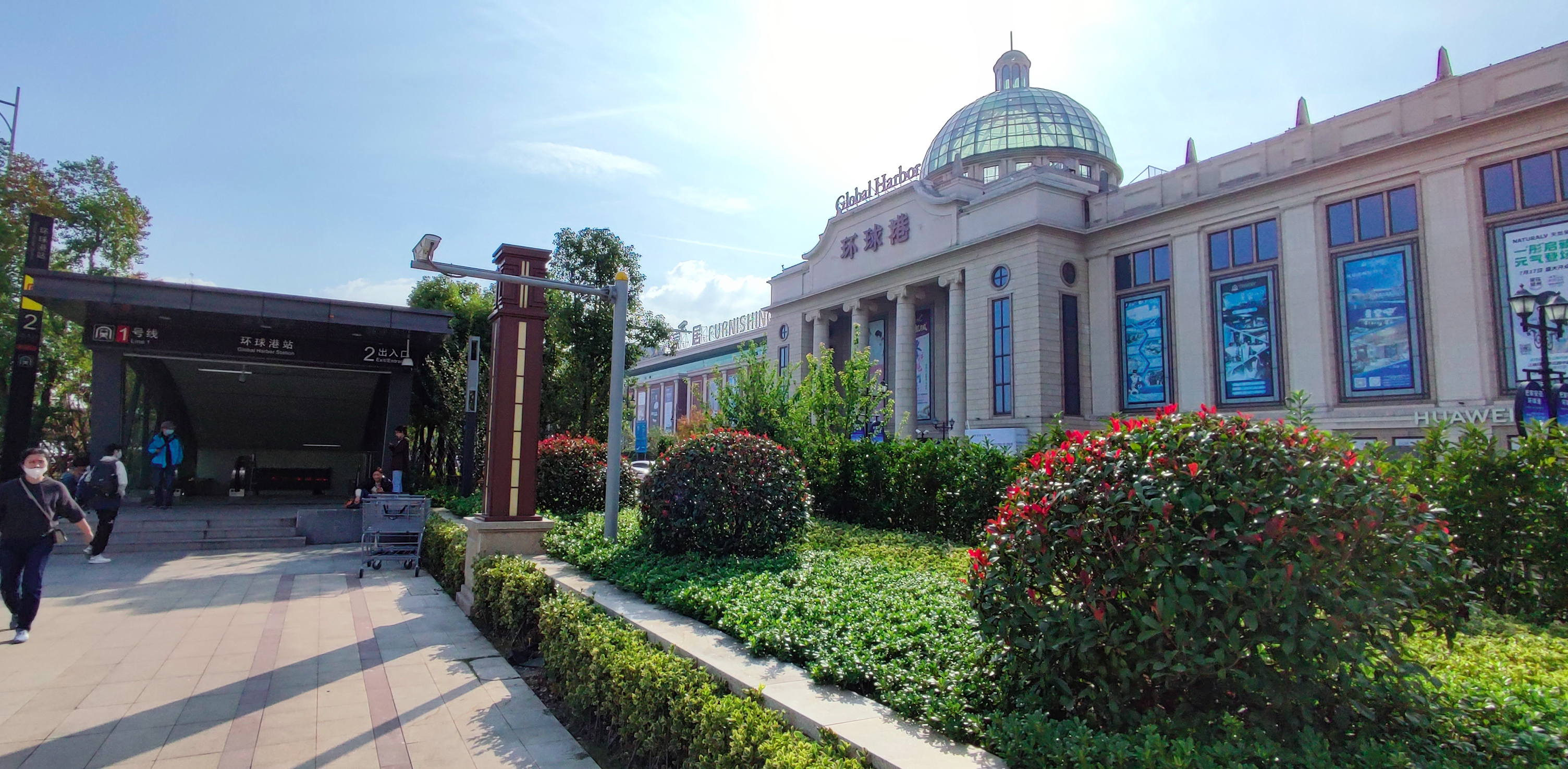
江南环球港

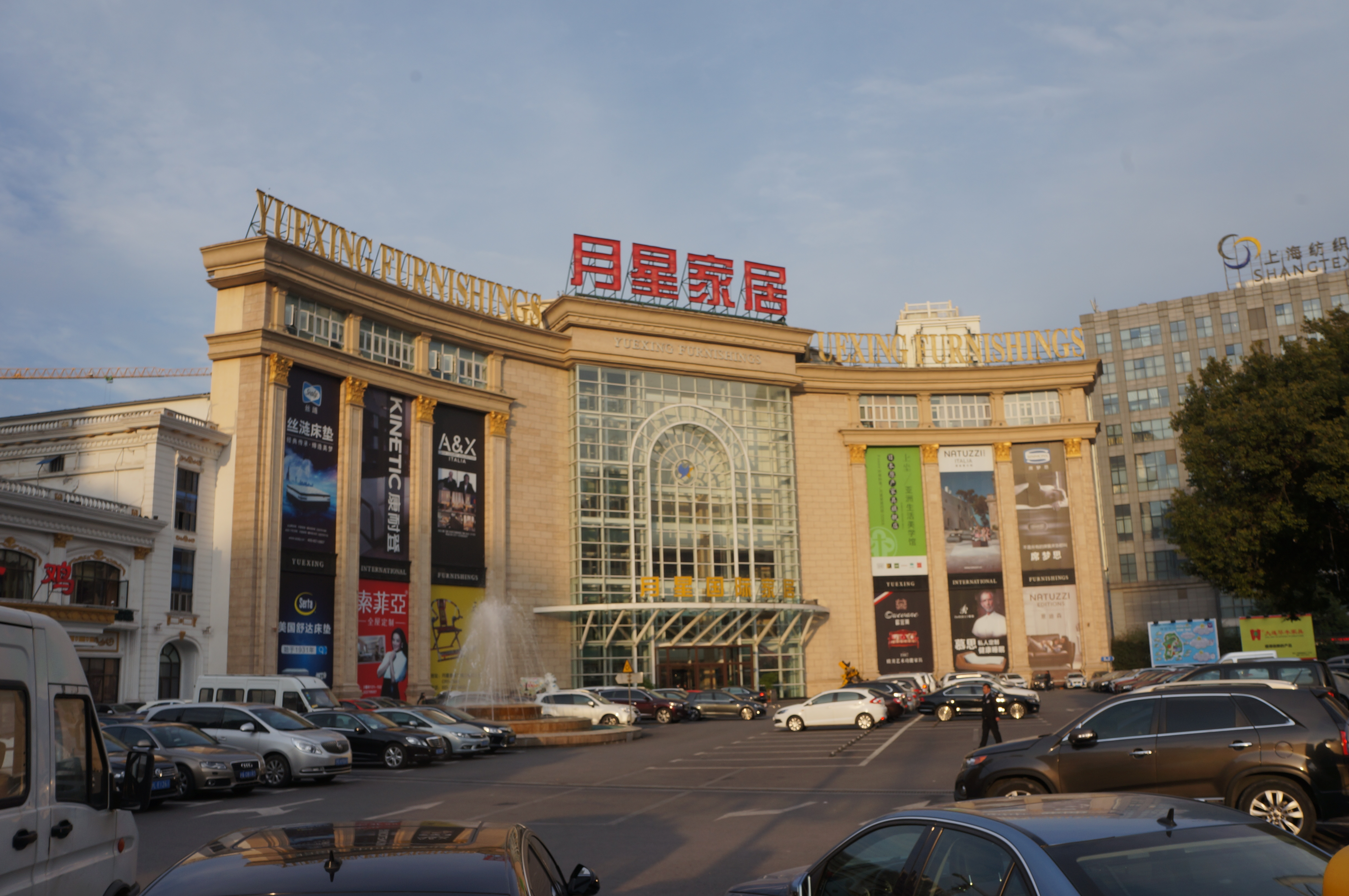
上海市普陀区上海月星国际家居生活MALL

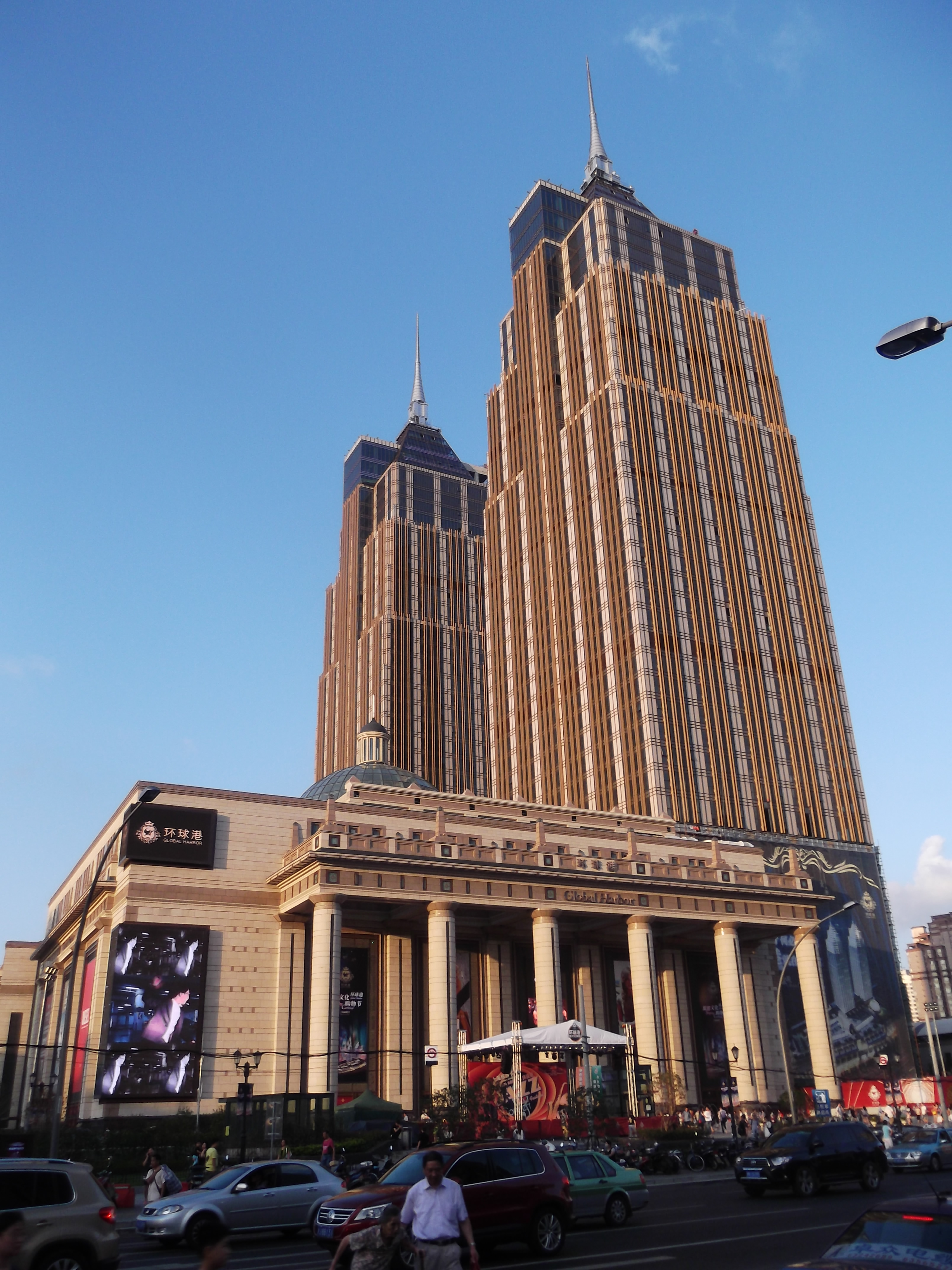
上海环球港

月星集团（英語：Yuexing Group）是一家中国综合企业公司，旗下有商业、投资、家居、工业四大集团。董事长是丁佐宏。

## 历史
1988年成立于江苏常州，最初名叫茶山月星家具厂，1991年成立常州市月星家私成套有限公司，1996年月星集团成立。旗下有上海环球港，江南环球港等大型商业购物中心。

## 荣誉
2017年被授予新华社民族品牌工程。